# Campeonato Paulista de Futebol de 2007 - Série A3
O Campeonato Paulista de Futebol de 2007 - Série A3 foi a 54.ª edição do campeonato disputado entre 20 equipes, onde os oito primeiros colocados tentariam quatro vagas na Série A2 de 2008 e os quatro últimos seriam rebaixados para a Série B de 2008.
Subiram o campeão Olímpia, o vice-campeão Monte Azul, Ferroviária e Catanduvense, e acabaram rebaixados ECO, Primavera, Mauaense e Araçatuba, que perdeu pontos no TJD e não conseguiu reavê-los.